# Wallau (Lahn)
Wallau (bis zur Eingemeindung Wallau (Lahn), mundartlich Walle) ist ein Großdorf im Nordwesten des Hessischen Hinterlandes und als solches der nach der Kernstadt größte Stadtteil der Stadt Biedenkopf im mittelhessischen Landkreis Marburg-Biedenkopf. An der Grenze zu Westfalen gelegen, ist Wallau im Verlauf der Lahn der erste Ort in Hessen und liegt in den südöstlichen Ausläufern des Rothaargebirges.

## Geschichte

### Ortsgeschichte
Die älteste bekannte urkundliche Erwähnung unter dem Namen Walloha stammt aus dem Jahr 1289. Das 725. Jubiläum dieser Erwähnung ist im Jahre 2014 gefeiert worden. Der Ort wuchs aus dem Kern um die 1714 erbaute Kirche weit ins Lahntal hinein.
Die Statistisch-topographisch-historische Beschreibung des Großherzogthums Hessen berichtet 1830 über Wallau:

„Wallau (L. Bez. Battenberg) evangel. Pfarrdorf; liegt an der Lahn, 4 St. von Battenberg, und gehört dem Freiherrn von Breidenstein. Der Ort, der an der Chaussee, die von Giessen über Biedenkopf in das Preussische führt, liegt, hat 100 Häuser und 701 Einwohner, die außer 3 Katholiken evangelisch sind, so wie 1 Kirche, 1 Hof und 1 Papiermühle, die auch ein schönes velinartiges Papier liefert. In der Nähe befindet sich der Berg Buchholz, der 2495 Hess. (1919 Par.) Fuß über der Meeresfläche erhaben ist. – Das Dorf gehörte zum Kirchengebiete von Breidenbach. Im Jahr 1395 trugen Gerlach und Johann von Breidenbach einen Theil des Orts dem Landgrafen Hermann zu Lehen auf.“

Hessische Gebietsreform (1970–1977)
Zum 1. Juli 1974 wurde im Zuge der Gebietsreform in Hessen die Stadt Biedenkopf mit der Stadt Breidenstein, der bis dahin selbständigen Gemeinde Wallau (Lahn) und dem Ortsteil Katzenbach der Gemeinde Buchenau (Lahn) durch Landesgesetz zur erweiterten Stadt Biedenkopf zusammengeschlossen, nachdem andere Pläne der Breidensteiner Gemeindevertreter zur Bildung einer erweiterten Stadt Breidenstein mit den Gemeinden Wallau, Weifenbach und Wiesenbach gescheitert waren.
Für alle ehemals eigenständigen Gemeinden von Biedenkopf und Katzenbach wurde je ein Ortsbezirk mit Ortsbeirat und Ortsvorsteher nach der Hessischen Gemeindeordnung gebildet.

### Verwaltungsgeschichte im Überblick
Die folgende Liste zeigt die Staaten und Verwaltungseinheiten, denen Wallau angehört(e):
- vor 1567: Heiliges Römisches Reich, Landgrafschaft Hessen, Amt Blankenstein, Grund Breidenbach (Gericht Breidenbach, das seit ca. 1500 mit den Gerichten Wallau und Meisbach zusammengefasst war.)
- ab 1567: Heiliges Römisches Reich, Landgrafschaft Hessen-Marburg, Amt Blankenstein, Grund Breidenbach[12]
- 1604–1648: strittig zwischen Hessen-Kassel und Hessen-Darmstadt (Hessenkrieg)
- ab 1604: Heiliges Römisches Reich, Landgrafschaft Hessen-Kassel, Amt Blankenstein, Grund Breidenbach
- ab 1627: Heiliges Römisches Reich, Landgrafschaft Hessen-Darmstadt, Oberfürstentum Hessen, Amt Blankenstein, Grund Breidenbach[13][14]
- ab 1806: Großherzogtum Hessen,[Anm. 2] Fürstentum Oberhessen, Amt Blankenstein, Grund Breidenbach, Gericht Breitenbach[15]
- ab 1815: Großherzogtum Hessen,  Amt Blankenstein, Grund Breidenbach[16]
- ab 1821: Großherzogtum Hessen, Provinz Oberhessen, Landratsbezirk Battenberg[Anm. 3]
- ab 1832: Großherzogtum Hessen, Provinz Oberhessen, Kreis Biedenkopf
- ab 1848: Großherzogtum Hessen, Regierungsbezirk Biedenkopf
- ab 1852: Großherzogtum Hessen, Provinz Oberhessen, Kreis Biedenkopf
- ab 1867: Königreich Preußen,[Anm. 4] Provinz Hessen-Nassau,  Regierungsbezirk Wiesbaden, Kreis Biedenkopf (übergangsweise Hinterlandkreis)[14]
- ab 1871: Deutsches Reich, Königreich Preußen, Provinz Hessen-Nassau, Regierungsbezirk Wiesbaden, Kreis Biedenkopf
- ab 1918: Deutsches Reich (Weimarer Republik), Freistaat Preußen, Provinz Hessen-Nassau, Regierungsbezirk Wiesbaden, Kreis Biedenkopf
- ab 1932: Deutsches Reich, Freistaat Preußen, Provinz Hessen-Nassau, Regierungsbezirk Wiesbaden, Kreis Dillenburg
- ab 1933: Deutsches Reich, Freistaat Preußen, Provinz Hessen-Nassau, Regierungsbezirk Wiesbaden, Kreis Biedenkopf
- ab 1944: Deutsches Reich, Freistaat Preußen, Provinz Nassau, Landkreis Biedenkopf
- ab 1945: Amerikanische Besatzungszone,[Anm. 5] Groß-Hessen, Regierungsbezirk Wiesbaden, Landkreis Biedenkopf
- ab 1946: Amerikanische Besatzungszone, Hessen, Regierungsbezirk Wiesbaden, Landkreis Biedenkopf
- ab 1949: Bundesrepublik Deutschland, Hessen, Regierungsbezirk Wiesbaden, Landkreis Biedenkopf
- ab 1968: Bundesrepublik Deutschland, Hessen, Regierungsbezirk Darmstadt, Landkreis Biedenkopf
- ab 1974: Bundesrepublik Deutschland, Hessen, Regierungsbezirk Kassel, Landkreis Marburg-Biedenkopf, Stadt Biedenkopf[Anm. 6]
- ab 1981: Bundesrepublik Deutschland, Hessen, Regierungsbezirk Gießen, Landkreis Marburg-Biedenkopf, Stadt Biedenkopf

### Ortsname
Vor der Eingemeindung in die Stadt Biedenkopf hieß Wallau amtlich Wallau (Lahn) zur Unterscheidung von Wallau (Taunus). Neben der amtlichen existierten einige weitere Schreibweisen, wie Wallau/Lahn, kurz Wallau/L. oder lang Wallau an der Lahn. Die Schreibweisen mit Namenszusatz sind heute noch gelegentlich gebräuchlich.

## Bevölkerung

### Einwohnerstruktur 2011
Nach den Erhebungen des Zensus 2011 lebten am Stichtag, dem 9. Mai 2011, in Wallau 3294 Einwohner. Darunter waren 138 (4,2 %) Ausländer.
Nach dem Lebensalter waren 561 Einwohner unter 18 Jahren, 1300 zwischen 18 und 49, 615 zwischen 50 und 64 und 819 Einwohner waren älter. Die Einwohner lebten in 1347 Haushalten. Davon waren 360 Singlehaushalte, 411 Paare ohne Kinder und 426 Paare mit Kindern, sowie 117 Alleinerziehende und 36 Wohngemeinschaften. In 342 Haushalten lebten ausschließlich Senioren und in 789 Haushaltungen lebten keine Senioren.

### Einwohnerentwicklung
| Quelle: Historisches Ortslexikon |                                                                                               |
| • 1577:                          | 036 Hausgesesse                                                                               |
| • 1630:                          | 046 Hausgesesse (1 dreispännige, 13 zweispännige, 15 einspännige Ackerleute, 20 Einläuftige). |
| • 1677:                          | 036 Männer, 4 Witwen, 9 Jungmannschaften, 21 ledige Mannschaften                              |
| • 1742:                          | 083 Haushalte                                                                                 |
| • 1806:                          | 609 Einwohner, 88 Häuser                                                                      |
| • 1829:                          | 701 Einwohner, 100 Häuser                                                                     |

| Wallau: Einwohnerzahlen von 1791 bis 2011 | Wallau: Einwohnerzahlen von 1791 bis 2011 | Wallau: Einwohnerzahlen von 1791 bis 2011 | Wallau: Einwohnerzahlen von 1791 bis 2011 | Wallau: Einwohnerzahlen von 1791 bis 2011 |
| --- | ----------------------------------------- | ----------------------------------------- | ----------------------------------------- | ----------------------------------------- |
| Jahr |                                           |                                           |                                           | Einwohner                                 |
| 1791 | 1791                                      |                                           | 576                                       | 576                                       |
| 1800 | 1800                                      |                                           | 582                                       | 582                                       |
| 1806 | 1806                                      |                                           | 609                                       | 609                                       |
| 1829 | 1829                                      |                                           | 701                                       | 701                                       |
| 1834 | 1834                                      |                                           | 748                                       | 748                                       |
| 1840 | 1840                                      |                                           | 773                                       | 773                                       |
| 1846 | 1846                                      |                                           | 798                                       | 798                                       |
| 1852 | 1852                                      |                                           | 880                                       | 880                                       |
| 1858 | 1858                                      |                                           | 842                                       | 842                                       |
| 1864 | 1864                                      |                                           | 891                                       | 891                                       |
| 1871 | 1871                                      |                                           | 929                                       | 929                                       |
| 1875 | 1875                                      |                                           | 1.011                                     | 1.011                                     |
| 1885 | 1885                                      |                                           | 1.202                                     | 1.202                                     |
| 1895 | 1895                                      |                                           | 1.291                                     | 1.291                                     |
| 1905 | 1905                                      |                                           | 1.607                                     | 1.607                                     |
| 1910 | 1910                                      |                                           | 1.733                                     | 1.733                                     |
| 1925 | 1925                                      |                                           | 1.883                                     | 1.883                                     |
| 1939 | 1939                                      |                                           | 2.315                                     | 2.315                                     |
| 1946 | 1946                                      |                                           | 3.126                                     | 3.126                                     |
| 1950 | 1950                                      |                                           | 3.165                                     | 3.165                                     |
| 1956 | 1956                                      |                                           | 3.229                                     | 3.229                                     |
| 1961 | 1961                                      |                                           | 3.424                                     | 3.424                                     |
| 1967 | 1967                                      |                                           | 3.624                                     | 3.624                                     |
| 1971 | 1971                                      |                                           | 3.658                                     | 3.658                                     |
| 1990 | 1990                                      |                                           | ?                                         | ?                                         |
| 2000 | 2000                                      |                                           | ?                                         | ?                                         |
| 2011 | 2011                                      |                                           | 3.294                                     | 3.294                                     |
| Datenquelle: Historisches Gemeindeverzeichnis für Hessen: Die Bevölkerung der Gemeinden 1834 bis 1967. Wiesbaden: Hessisches Statistisches Landesamt, 1968. Weitere Quellen: LAGIS; Stadt Biedenkopf: 1971; Zensus 2011 |                                           |                                           |                                           |                                           |

### Historische Religionszugehörigkeit
| Quelle: Historisches Ortslexikon |                                                                      |
| • 1829:                          | 0698 evangelische, 3 katholische Einwohner                           |
| • 1885:                          | 1189 evangelische, 7 katholische und 6 andere Christen               |
| • 1961:                          | 2803 evangelische (= 81,86 %), 444 katholische (= 12,97 %) Einwohner |

### Historische Erwerbstätigkeit
| • 1867: | Einwohner. Erwerbspersonen: 105 Landwirtschaft, 2 Forstwirtschaft, 30 Bergbau und Hüttenwesen, 23 Gewerbe und Industrie, 11 Verkehr, 3 Kirche und Gottesdienst, 4 Gemeindeverwaltung. |
| • 1961: | Erwerbspersonen: 120 Land- und Forstwirtschaft, 316 Produzierendes Gewerbe, 191 Handel und Verkehr, 396 Dienstleistungen und Sonstiges.                                               |

## Politik
- SPD: 1
- UBL: 5
- CDU: 1

- UBL = Unabhängige Bürgerliche Liste

### Ortsbeirat
Wallau verfügt als Ortsbezirk über einen Ortsbeirat, bestehend aus sieben Mitgliedern, dessen Vorsitzender ein Ortsvorsteher ist. Bei den Kommunalwahlen in Hessen 2021 betrug die Wahlbeteiligung zum Ortsbeirat 47,73 %. Der Ortsbeirat wählte Jörg Sperling (UBL) zum Ortsvorsteher.

### Wappen
Am 29. Oktober 1955 genehmigte der Hessische Minister des Innern das Wappen mit folgender Beschreibung:
| Wappen von Wallau | Blasonierung: „In Silber über grünem Dreiberg ein roter, schreitender Fuchs mit weißglühenden Augen.“ |
| Wappen von Wallau | Wappenbegründung: Das Bild des Wappens von Wallau knüpft an ein Fabelwesen in Gestalt eines Fuchses mit übergroßen, weißen Augen („Heckelches Fuchs“) an, das in der örtlichen Sagenüberlieferung eine bedeutende Rolle spielt. Die grünen Berge symbolisieren die Lage Wallaus in einer waldreichen Gegend. Als Grundfarben wurden die Farben grün-weiß gewählt, die von den örtlichen Vereinen seit langem geführt werden. |

### Flagge
Am 29. Oktober 1955 genehmigte der Hessische Minister des Innern die Flagge mit folgender Beschreibung:

„In einem von grün und weiß geteilten Flaggenfeld das Wappen der Gemeinde Wallau, das in Silber über grünem Dreiberg einen roten, schreitenden Fuchs mit weißglühenden Augen zeigt.“

## Sehenswürdigkeiten und Kultur

### Bauwerke

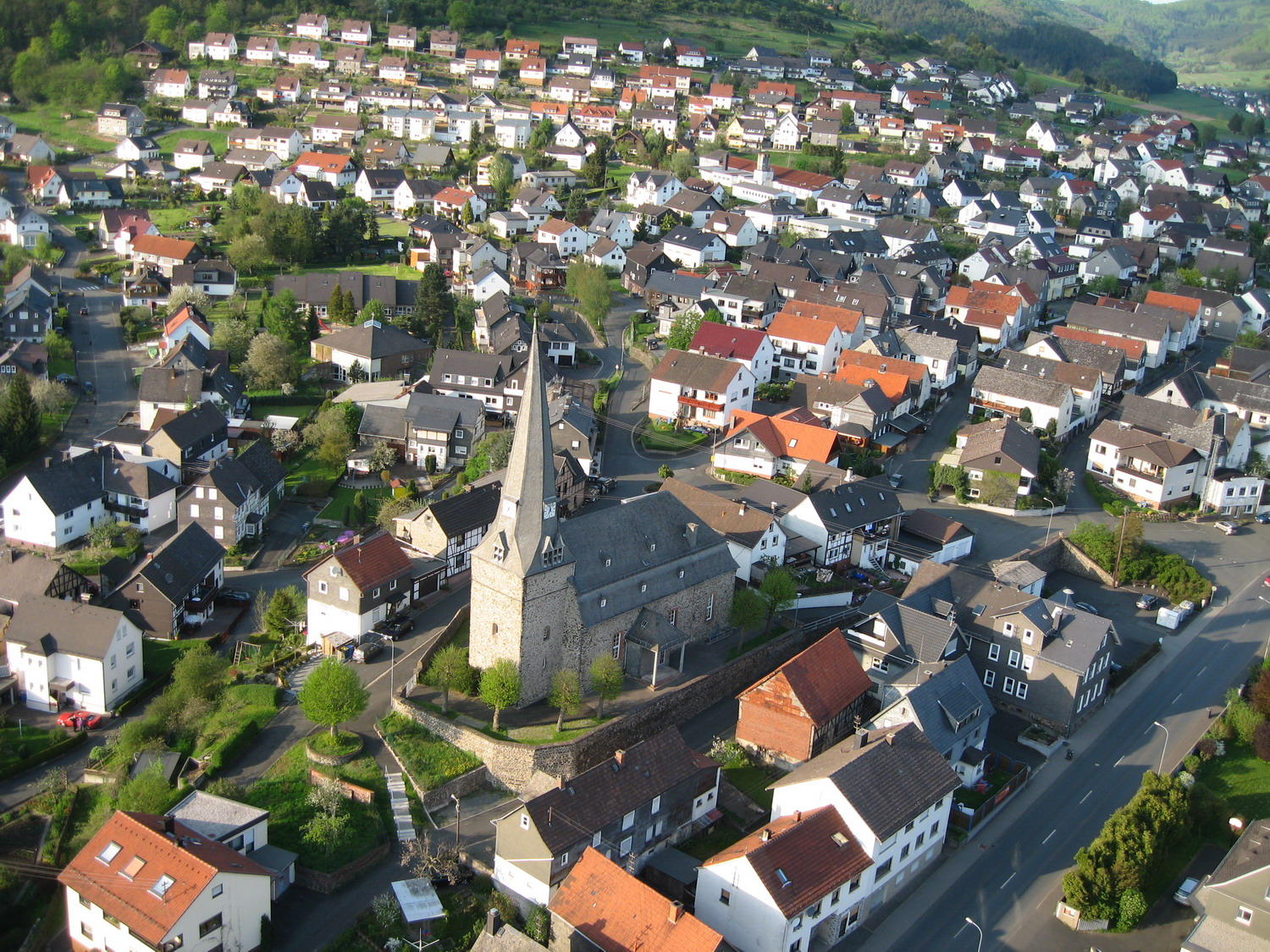
Evangelische Kirche

Die Evangelische Kirche des Orts ist ein Kulturdenkmal, siehe Liste der Kulturdenkmäler in Wallau.
Bis 2006 wurde in Wallau ein Hallenbad betrieben, das vorsorglich geschlossen wurde, nachdem das Dach der Eislauf- und Schwimmhalle im bayerischen Bad Reichenhall eingestürzt war. 2016 wurde das baufällige Gebäude endgültig abgerissen, nachdem länger um einen Erhalt gerungen wurde. Heute zeugt nur noch die Hallenbadstraße von diesem Bauwerk, an dessen Stelle inzwischen die Errichtung eines Freizeitgeländes als Generationenpark mit verschiedenen Spielmöglichkeiten vorgesehen ist.

### Vereine
- Backhausgemeinschaft Hinterland, die am Weifenbacher Weg eins der ehemals zwei genossenschaftlich erbauten und unterhaltenen Wallauer Backhäuser betreibt[24]
- Burschenschaft Eintracht 1895, organisiert u. a. jährlich eine Kirmes[25]
- CVJM Wallau, 1910 gegründeter Ableger des christlichen CVJM mit ca. 100 Mitgliedern[26]
- Fischereiverein Surbach e. V.[27] – Der 1975 gegründete Verein betreibt eine 1987–1988 künstlich angelegte Fischteichanlage an der B 253,[28] gelegen „Auf der dürren Wiese“ neben dem Klärwerk. Der Fischteich wird nach dem Verein auch „Surbachsee“ genannt.[29]
- Freiwillige Feuerwehr Wallau, gegründet am 15. März 1933
- FV 1913, ein 1913 gegründeter Sportverein mit heute 650 Mitgliedern und den Abteilungen Fußball, Leichtathletik und Tennis[30]
- Heimatmuseum Wallau, stellt die Dorfgeschichte zwischen Tradition und Fortschritt dar, häufig mit Sonderausstellungen[31]
- Obst- und Gartenbauverein Wallau/Lahn, ein 1906 gegründeter Verein für Gartenbau[32]
- TV 04 Wallau, ein 1904 gegründeter Turnverein[33]
- Verkehrs- und Gewerbeverein Wallau, ein 1965 von Wallauer Geschäftsleuten gegründeter Gewerbeverein[34]

## Wirtschaft und Infrastruktur

### Unternehmen
Überregionale Bekanntheit erreichen seit vielen Jahren die Wallauer Modell- und Maschinenbaufirmen mit hohem Exportanteil wie beispielsweise Müller Modell- und Formenbau GmbH & Co. KG, gegründet durch Georg Müller 1922.

### Verkehr

#### Straßenverkehr
Seit dem Bau einer Ortsumgehung Anfang der 2000er-Jahre führt durch den Ort lediglich die Kreisstraße 103. Die ehemalig durch den Ort verlaufenden Bundesstraßen 62 und 253 kreuzen sich heute auf einer Brücke am südlichen Ortsende (sogenanntes „Wallauer T“).

#### Öffentliche Verkehrsmittel
Wallau verfügt mit dem Bahnhof Wallau (Lahn) über einen Bahnanschluss. Dieser liegt am 1883 eröffneten Abschnitt der Oberen Lahntalbahn. Mit der Einbindung der Scheldetalbahn im Jahre 1911 wurde die Station zum Trennungsbahnhof und entwickelte sich zum bedeutendsten und wichtigsten Bahnhof im Hessischen Hinterland.
Im Jahr 1987 wurde der Personenverkehr auf der Scheldetalbahn eingestellt, seitdem dienen nur noch einige Teilstücke der Scheldetalbahn dem Güterverkehr. Von den ursprünglich drei Bahnsteiggleisen ist nur noch eines vorhanden. Das 1944 bei einem Luftangriff beschädigte Empfangsgebäude wurde in den 1950er Jahren durch einen partiellen Neubau ersetzt. Im Jahr 2010 wurde das Empfangsgebäude abgerissen.
Heute wird der Haltepunkt Wallau (Lahn) montags bis samstags im Stundentakt nach Marburg und Bad Laasphe bedient. Alle zwei Stunden sind die Züge über Bad Laasphe hinaus nach Erndtebrück durchgebunden, dort besteht Anschluss an die Rothaarbahn nach Bad Berleburg und nach Siegen. An Sonn- und Feiertagen findet ganztägig ein Zwei-Stunden-Takt auf der gesamten Strecke von Erndtebrück nach Marburg statt.
Der Ort ist durch folgende Buslinien über die Haltestellen Bahnhof, Bahnhofstraße, Auf der Spitze und Gasthaus Kroh an das ÖPNV-Netz des RMV angebunden:
- 481: Wallau–Biedenkopf–Lahntal–Marburg (und zurück)
- 491: Dillenburg–Niedereisenhausen–Biedenkopf (und zurück)
- X41: Dillenburg–Eschenburg–Biedenkopf (und zurück) (Expressbus)
- MR-51: Biedenkopf–Niedereisenhausen–Friedensdorf–Biedenkopf
- MR-52: Biedenkopf–Friedensdorf–Niedereisenhausen-Biedenkopf

## Persönlichkeiten
- Carl Theodor Schenck (1798–1871), Jurist und nassauischer Amtmann
- Der in Wallau geborene Beamte Friedrich Ludwig Johann Schaaf (1806–1869) war Kreisrat im Großherzogtum Hessen.
- Die Eltern von Fritz Henkel (1848–1930), dem Gründer des Düsseldorfer Henkel-Konzerns, stammten aus Wallau; er selbst wurde in Vöhl (Kreis Waldeck-Frankenberg) geboren und wuchs dort auch auf. Nach ihm wurde die Fritz-Henkel-Straße (Hauptstraße des Ortes) sowie die örtliche Veranstaltungshalle benannt (Fritz-Henkel-Halle).
- Dessen Enkel Konrad Henkel (1915–1999) wurde 1990 zum Ehrenbürger der Gemeinde Wallau ernannt.[38]
- Elsa Blöcher (1900–1995) war eine deutsche Lehrerin, Historikerin und Buchautorin. Nach dem Zweiten Weltkrieg engagierte sie sich in der Erforschung der Geschichte des Hessischen Hinterlandes.
- Der Filmregisseur Rudolf Thome (* 1939) ist in Wallau geboren und aufgewachsen.
- Der Historiker und Professor an der Universität Flensburg Gerhard Paul (* 1951) ist in Wallau aufgewachsen.
- In Wallau aufgewachsen ist auch die Liedermacherin Ulla Meinecke (* 1953).
- Der Rechtswissenschaftler Günter Christian Schwarz (1955–2005) wurde in Wallau geboren.
- Der Schlagersänger Matthias Carras (1964–2023) wuchs in Wallau auf.